# Maoz

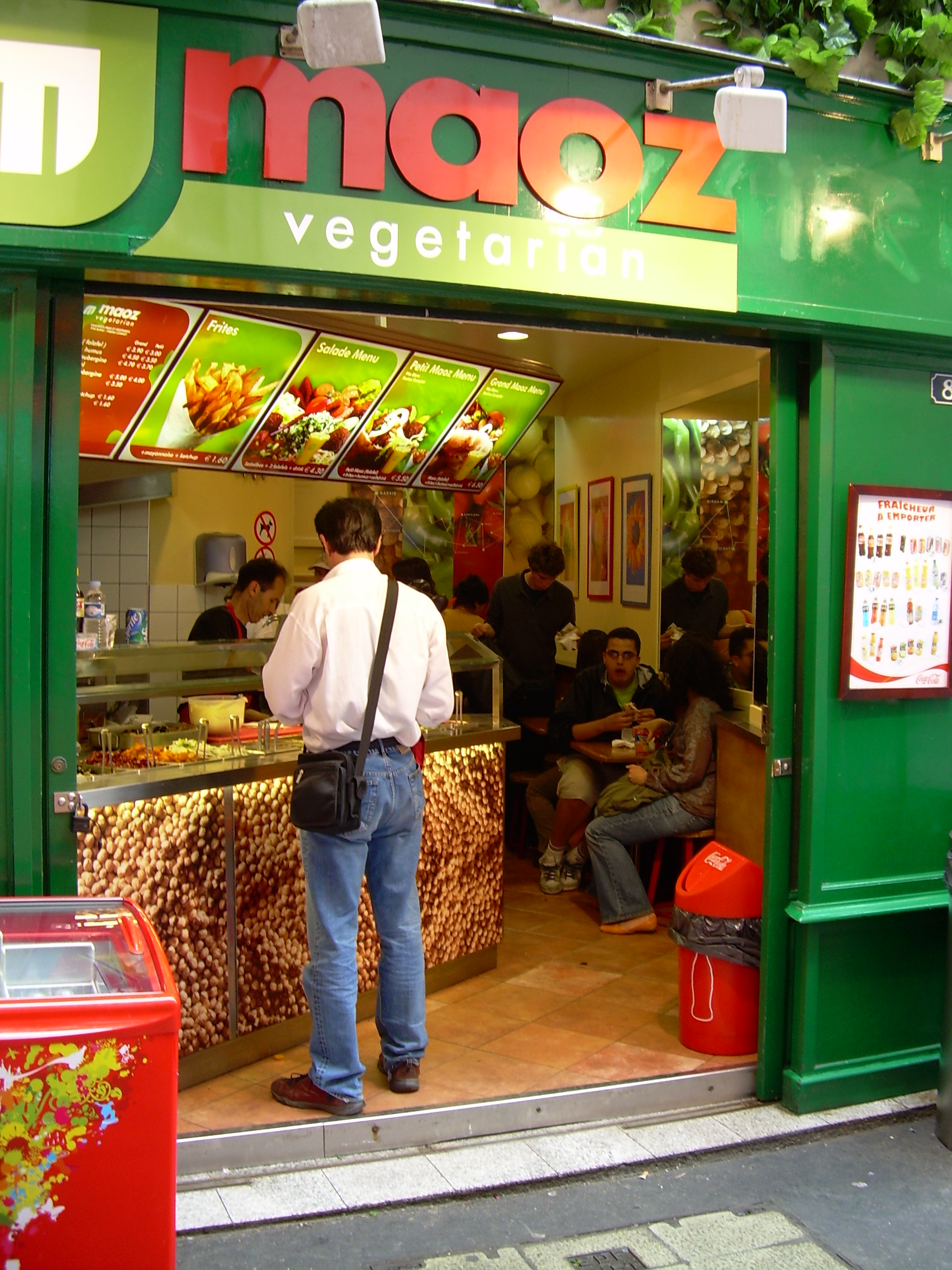
Restaurante Maoz Vegetarian en París.

Maoz Vegetarian es una cadena de comida rápida de falafels, sirviendo comida estrictamente vegetariana compartida con una visión de "expandir el estilo de vida vegetariano por el mundo". La cadena fue fundada por un matrimonio, antiguos israelíes, que vivían en Ámsterdam. El primer restaurante abrió en 1991 en Reguliersbreestraat, Ámsterdam, y la primera tienda fuera de los Países Bajos en 1996.
La expansión de la franquicia ha sido rápida, con al menos cuatro tiendas abiertas sólo en 2007 en Europa, América del Norte y Australia. Sin embargo, no ha sido sin ningún cierre: una localizada en Múnich que fue abierta a mediados de 2006 fue cerrada en febrero de 2008, como así también fue el caso de Madrid.
De acuerdo con la página de la compañía, las franquicias operando bajo el nombre de la compañía están localizadas en los Países Bajos (ocho) así como en los Estados Unidos (doce, cinco en Nueva York), Francia (una en París), España (una en Barcelona), el Reino Unido (una en Londres), Australia (una en Perth) y la India (una en Bombay).
Originalmente, los restaurantes solo vendían falafel, pero en el menú de algunos lugares desde su expansión incluyen otros productos vegetarianos, como pommes frites (variedad belga de patatas fritas)[cita requerida].